# Cádiz
Cádiz je glavno mesto province Cádiz v avtonomni skupnosti Andaluzija na jugu Španije z 121.739 prebivalci (2014). Mesto stoji na polotoku, ki moli v istoimenski (Kadiški) zaliv.
Staro mesto s četrtmi El Pópulo, La Viña in Santa Maria je v izrazitem kontrastu z nebotičniki sodobnega novega mesta. Za mesto je načilno, da ima veliko manjših četrti.
Prebivalci Cádiza se imenujejo Gaditanos.
Cádiz je najstarejše stalno naselje na Iberskem polotoku in verjetno v celotni jugozahodni Evropi  ter je vse od vzpona španskih bourbonov v 18. stoletju glavno pristanišče španske mornarice. Je del Zveze najstarejših evropskih mest.  Tukaj domuje tudi Univerza v Cádizu.
Kljub svoji edinstveni legi na ozkem kosu kopnega, obdan z morjem, je Cádiz, v večini pogledov, tipično andaluzijsko mesto z obilico privlačnih razgledov in dobro ohranjenimi zgodovinskimi znamenitostmi .Starejši del Cádiza znotraj ostankov mestnega obzidja imenujejo Staro mesto (špansko: Casco Antiguo). Zanj so značilne starinske četrti (barrios), med njimi El Pópulo, La Viña in Santa Maria, ki predstavljajo izrazito nasprotje novejšim področjem mesta. Medtem ko je načrt starega mestnega ulica sestavljena iz ozkih zavitih ulic, ki povezujejo velike trge (plazas), imajo novejši deli Cádiza široke ceste in več sodobnih stavb. Poleg tega je mesto prepredeno s številnimi parki, kjer uspevajo eksotične rastline, vključno z orjaškimi drevesi, ki jih je v Španijo iz Novega sveta pripeljal Krištof Kolumb.

## Etimologija
Gadir (גדר, prvobitno feničansko ime mesta), etimološko pomeni "trdnjava" ali "utrdba". To je podobno imenu "Agadir", ki je pogosto na severu Afrike, kot na primer Agadir v Maroku. Tudi danes pri Berberih "agadir" pomeni "zid". Gadir je bila najpomembnejša feničanska enklava v antičkem obdobju na Iberskem polotoku.
Kasneje je bilo mesto poznano po svojem grško-atiškem imenu - Gadeira. V latinščini se je mesto imenovalo Gades.

## Zgodovina
Mesto so kot Gadir ali Agadir ustanovili Feničani iz Tira, zato Cádiz štejejo kot najstarejše stalno naseljeno mesto v zahodni Evropi.  Kartažanski navigator in raziskovalec Himilco je od tukaj začenjal svoje ekspedicije okrog Španije in Francije, prav tako tudi  Hanno okoli zahodne Afrike. Feničansko naselje je trgovalo z mestno državo Tartessos, katere natančna lokacija še ni znana, vendar menijo, da je bila nekje blizu ustja reke Guadalquivir.
Ena izmed pomembnih mestnih funkcij v času antike je bil tempelj na južnem koncu otoka, posvečen feničanskemu bogu Melqartu, podobno kot Herkul pri Grkih in Rimljanih pod imeni "Tirijanski Hercules" in "Hercules Gaditanus". Imel je orakelj in je bil znan po svojem bogastvu. V grški mitologiji je bil Hercul zaslužen za ustanovitev Gadeira potem ko je opravil dvanajst del. Po pisanju Filostratusa, je "Heracleum" (tj, tempelj Melqarta) še vedno stal v 1. stoletju. Nekateri zgodovinarji menijo, da so bili stebri tega templja izvor mita o "Herkulovih stebrih.
Mesto je po prvi punski vojni padlo pod oblast Kartagine. Cádiz je postal izhodišče za Hanibalovo osvojitev južne Iberije. Mesto je pripadlo Rimljanom pod Scipionom starejšim  206 pred našim štetjem. V okviru rimske republike in cesarstva je mesto cvetelo kot pristanišče in mornariška baza znana kot Gades. Julij Cezar je prebivalcem podaril rimsko državljanstvo leta 49 pred našim štetjem. Rimski zgodovinar Livij se ni strinjal, da je mesto ustanovil Herkul, ampak postavi ustanovitev okoli 1104 pred našim štetjem, ali približno 80 let po trojanski vojni. V času popisa cesarja Avgusta, je bil Cádiz dom več kot petsto equites (člani premožnega zgornjega razreda) in tekmoval le z mestom Patavium (Padova) in Rimom. Bilo je glavno mesto rimske kolonije Augusta Urbs Julia Gaditana. Akvadukt, ki je pripeljal svežo vodo v mestu je potekal čez odprto morje do otoka. Vendar rimski Gades ni bil nikoli zelo velik; obsegal je samo severozahodni konec sedanjega otoka, večina bogatih državljanov je imela posest izven njega na bližnjem otoku ali na celini. Življenjski slog na posestvih je bil znan po plešočih dekletih, ki so postale zloglasne po vsem antičnem svetu. 
Strmoglavljenje rimske oblasti v Betiki (Hispania Baetica) od Vizigotov leta 410 je prineslo uničenje prvotnega mesta, od katerega je do danes ostalo le nekaj ostankov. Mesto je leta 550 zavzel Justinijan I. kot del bizantinske province. Ta je ostala bizantinska do leta 572, ko se je Leovigild vrnil v Vizigotsko kraljestvo.
Pod mavrsko oblastjo med 711 in 1262, se je mesto imenovalo Qādis, od koder izvira tudi današnje ime. Mavre je dokončno izrinil Alfonz X. Kastiljski leta 1262.
V dobi raziskovanj je mesto doživelo preporod. Krištof Kolumb je plul iz Cádiza na svoje drugo in četrto potovanje in mesto je kasneje postalo domače pristanišče španske vzhodnoindijske flote (Flota de Indias). Zato je postal glavna tarča španskih sovražnikov. V 16. stoletje je doživel niz neuspešnih napadov Berberskih piratov. Večji del starega mesta je bilo poškodovano v velikem požaru leta 1569. V aprilu 1587 je Anglež Francis Drake zasedel pristanišče za tri dni, zajel šest ladij, uničil zaloge in povzročil še drugo škodo (dogodek, ki je postal v Angliji znan kot Singeing the King of Spain's Beard. Ujeta je bila tudi španska ladja, ki se je vrnila iz Indije. Povzročena škoda je zamaknila napad španske armade na Anglijo za eno leto.
Mesto je utrpelo še bolj resen napad leta 1596, ko je bil ujet od še ene angleške floti, tokrat pod poveljstvom grofa Essexseškega in Nottinghamskega. Uničenih je bilo 32 španskih ladij in mesto je bilo ujeto, izropano in zasedena skoraj mesec dni. Nazadnje, ko so kraljeve oblasti zavrnile plačilo odkupnine, ki so jo Angleži zahtevali za vrnitev mesta nepoškodovanega, so ga ti zažgali preden so ga s plenom zapustili. Tretji angleški napad je bil leta 1625, ki sta ga vodila vojvoda Buckinghamski in Edwarda Cecil, vendar je bil poskus neuspešen. V anglo-španski vojni je admiral Robert Blake blokiral Cadiz od 1655 do 1657. V bitki za Cádiz leta 1702 je Anglija spet napadla pod vodstvom Georga Rooka in vojvode Ormonda, vendar je bilo mesto, po dolgem obleganju, ubranjeno.
V 18. stoletju je zamuljevanje reke Guadalquivir prisililo špansko vlado, da je prenesla  trgovino z Ameriko iz Sevilje do Cádiz, ki je imel boljši dostop do Atlantika. Čeprav je imperij nazadoval, je Cádiz zaradi svojega novega pomena doživel še eno zlato dobo. Postal je eno od španskih največjih in najbolj svetovljanskih mest. Veliko današnjih zgodovinskih stavb v starem mestnem jedru je iz tega obdobja.
V času Napoleonskih vojn so Cádiz blokirali Britanci od 1797 do Amienskega miru 1802 in spet od 1803 do izbruha polotoške vojne leta 1808. V tej vojni je bilo eno od redkih španskih mest, ki ni bilo pod Francozi. Cádiz je nato postal sedež Španske visoke vojaške komande in Cortesa (parlament) za čas trajanja vojne. Mesto je bilo kratek čas prestolnica Španije, saj so tukaj leta 1812 razglasili prvo liberalno špansko ustavo. Državljani so se uprli leta 1820, da bi zagotovili obnovo te ustave in revolucijo uspešno razširili, dokler je bil Ferdinand VII. Španski zaprt v Cádizu. Francoske sile so Ferdinanda izpustile leta 1823 v bitki Trocadero in za nekaj časa zatrle liberalizem. Leta 1868 je bil Cádiz še enkrat izvor revolucije, ki je izhajala zaradi morebitne odpovedi in izgnanstva kraljice Izabele II. Cortes v Cádizu se je odločil za ponovno uvedbo monarhije pod kraljem Amadeusom I. le dve leti kasneje.
Izguba španskih čezmorskih kolonij je predstavljala hud udarec trgovski Cádiz. Po letu 1900 je bila zastarela zasnova pristanišča posodobljena. Ob izbruhu španske državljanske vojne je Cádiz takoj (julija 1936) padel v roke nacionalistov. Zato je bilo najbolj pomembno pristanišče za prehajanje vojaki generala Franca v Severno Afriko .
V zadnjih letih je mesto doživelo veliko obnovo. Številni spomeniki, stolnica in druge znamenitosti so bili očiščeni in obnovljeni, kar daje čar temu starodavnemu mestu.

## Škofija Cádiz
Škofija Cádiz in Ceuta je sufragan rimskokatoliške nadškofije v Sevilji, kar pomeni, da sodi škofija v Seviljsko metropolijo. Škofija je postala leta 1263 po rekonkvisti od Mavrov. Po konkordatu v 1753, v katerem je španska krona pridobila tudi pravice do imenovanja v cerkvene službe in davka na cerkveno zemljišče, je bila škofija Cádiz združena s škofijo Ceuto, špansko enklavo na severni obali Afrike in škof je bil, zaradi njegovega urada, apostolski administrator Ceute.
Zgodovinsko gledano je imela škofija enega najbolj zanimivih prelatov kardinala Juana de Torquemada, Dominikanski teolog in strokovnjak za kanonsko pravo, ki je prevzela vodilno vlogo v svetu v Baslu in Firencah, ter zagovarjal, v svojem Summe de Ecclesia, neposredno moč papeža. Njegov nečak, Tomás de Torquemada je bil najtesneje povezan s špansko inkvizicijo v 15. stoletju.

## Znamenitosti
- Stolnica iz 18. st., z grobnico skladatelja Manuel de Falla, na enega od obeh stolpov (Torre Poniente) se lahko povzpne.
- Cerkev svetega križa (Iglesia de Santa Cruz) – stara stolnica s temelji iz 13. st.
- Oratorium San Felipe Neri (Kraj, kjer je bila ustanovljena prva španska ustava) iz 17. st.
- Sveta jama (La Santa Cueva) iz 18. st. (s sliko Francisca de Goye)
- Staro kopališče na plaži (Balneario de la Palma) – tukaj in v Havani, so potegnili Halle Berry in Jamesa Bonda  iz vode v filmu „The another day“.
- Torre Tavira, danes spremenjen v Camero obscuro z razgledom po mestu.
- Kastelle San Sebastian in Santa Catalina
- Plaza España, spomenik Cortesu (parlamentu) in ustavi iz 1812
- Plaza de Mina, je tudi rojstni kraj Manuela de Falla in Museo Provincial z obsežno arheološko zbirko
- Gledališče Gran Teatro Falla, se imenuje po Manuelu de Falla
- Museo de las Cortes de Cádiz, se uvarja z zgodovino zadnjih 100
- Museo-Taller Litográfico

- Mestna hiša
- Iglesia de Santa Cruz - stara stolnica
- Gledališče Falla
- Castillo de San Sebastián
- Ena od starih mestnih vrat
- Mestna vrata
- Spomenik ustavi
- Razgled iz Torre Tavira
- Razgled iz Torre Tavira na trdnjavo
- Pošta
- Hiša na Plaza San Antonio

### Trgi in njihove znamenitosti
Staro mesto Cádiz je gosto naseljeno in ima ozke ulice. Kljub temu pa ima veliko zanimivih trgov (plazas). To so: Plaza de Mina, Plaza San Antonio, Plaza de Candelaria, Plaza de San Juan de Dios, and Plaza de España.

#### Plaza de Mina
Nahaja se v središču starega mestnega jedra. Plaza de Mina se je razvil v prvi polovici 19. stoletja. Prej je bilo zemljišče sadovnjak samostana San Francisco. trg je bil preurejen v leta 1838 po načrtih arhitekta Torcuato Benjumeda in (kasneje) Juan Daura, z drevesi posajenimi leta 1861. Nazadnje je bil prenovljen leta 1897. Imenuje se po generalu Francisco Espoz y Mina, junaku vojne za neodvisnost. Manuel de Falla y Matheu se je rodil na številki 3, kjer plošča nosi njegovo ime. Na trgu je tudi nekaj kipov, eden od teh je doprsni kip José Macpherson y Hemas (pionirja v razvoju petrografije, stratigrafije in tektonike), ki je bil rojen na številki 12 leta 1839. Muzej Cadiz na številki 5 vsebuje veliko predmetov iz 3000-letne zgodovine mesta, kot tudi dela umetnikov, kot so Peter Paul Rubens.. Hiše so večinoma neoklasične ali zgrajena v slogu Izabeline gotike, ki jih je zgradila buržuazija.

#### Stolnica v Cádizu
Ena izmed najbolj znanih znamenitosti Cadiza je njegova stolnica. Stoji na mestu starejše stolnice zgrajene leta 1260, ki je pogorela leta 1596. Rekonstrukcija se je začela šele 1776, vodil jo je arhitekt Vicente Acero, ki je zgradili tudi stolnico v Granadi. Acera je nasledilo več drugih arhitektov (zadnji med njimi Juan Daura), saj je gradnja potekala 116 let. Rezultat je v veliki meri stolnica v baročnem slogu, ki je zaradi dolgotrajne gradnje doživela nekaj večjih sprememb od prvotne zasnove. Tako vsebuje rokoko elemente in je bila končana v neoklasicističnem slogu (stolp in pročelje). Njene kapele imajo veliko slik in starin iz stare katedrale in samostanov iz vse Španije.

#### Rimsko gledališče
Rimsko gledališče je bilo odkrito leta 1980 v okrožju El Pópulo, ko je požar uničil nekaj starih skladišč in razkril plast konstrukcije, za katero so presodili, da so temelj nekaterih srednjeveških zgradb. Temelji teh stavb so bili zgrajeni na mnogo bolj starih kamnih, ročno izklesanih iz apnenca rimskega značaja. Sistematična izkopavanja so razkrila v veliki meri nedotaknjen rimsko gledališče.

### Mestno obzidje
Ohranjen je precejšen del starega mestnega obzidja:
- Las Puertas de Tierra iz 16. st. - eden od vhodov v staro mesto.
- El Arco de los Blancos - vrata v okrožju Pópulo, zgrajena okoli 1300. To je bila glavna vrata srednjeveškega mesta.
- El Arco de la Rosa - vrata v srednjeveškem obzidju ob stolnici
- Baluarte de la Candelaria - vojaška utrdba zgrajena leta 1672 na pobudo guvernerja, Diego Caballero de Illescas, obrnjena je proti morju in je ščitila mesto pred napadi.
- Castillo de San Sebastián - vojaška utrdba in se nahaja na koncu ceste, ki vodi ven iz plaže Caleta. Zgrajena je bila leta 1706.
- Baluarte de Santa Catalina y Castillo - vojaška utrdba, in se nahaja na koncu plaže Caleta. Zgrajena je bila leta 1598, danes namenjena za kulturne prireditve.

## Znani ljudje rojeni ali živeči v Cádizu
- Manuel de Falla, skladatelj
- George Meade, general v ameriški državljanski vojni
- Camarón de la Isla, pevka flamenka
- Paco de Lucía, kitarist
- Lucius Junius Moderatus Columella, rimski pisec
- Lucius Cornelius Balbus, konsul
- Lucius Cornelius Balbus the Younger, general
- José Celestino Mutis, botanik in matematik
- Javier Ruibal skladatelj in pevec
- Esteban Piñero Camacho, known as Basty, member of the Spanish band D'NASH
- Rafael Alberti, pisatelj
- Jose Manuel Caballero, novelist
- Ana Rossetti, pisatelj

## Mednarodne povezave
Cádiz ima uradne povezave (pobratena/sestrska mesta oz. mesta-dvojčki) z naslednjimi kraji po svetu:
- Brest, Bretanja, Francija[6]
- Buenos Aires, Argentina
- Havana, Kuba
- Medway,  Anglija
- Montevideo, Urugvaj
- Tanger, Maroko
- San Juan, Portoriko
- Intramuros, Manila, Filipini
- Santos, São Paulo, Brazilija
- Dakla, Zahodna Sahara
- Indio, Kalifornija, ZDA
- Byblos, Libanon
- Španija: A Coruña, Ceuta, Huelva, Móstoles, Las Palmas, Santa Cruz de Tenerife, Torrevieja
- Kolumbija: Cartagena de Indias, La Dorada, Santa Fe de Antioquia, Guaduas, Honda, Ambalema, San Sebastián de Mariquita & Bogotá
- Mehika: Ciudad de México, Puebla, San Pedro Cholula, Veracruz